# Clermont-Savès
Pour les articles homonymes, voir Clermont.
Clermont-Savès (Clarmont de Savés en gascon) est une commune française située dans le département du Gers en région Occitanie. Sur le plan historique et culturel, la commune est dans le Savès, une petite province gasconne correspondant au cours moyen de la Save.
Exposée à un climat océanique altéré, elle est drainée par le ruisseau du Gay et par un autre cours d'eau.
Clermont-Savès est une commune rurale qui compte 402 habitants en 2022, après avoir connu une forte hausse de la population depuis 1968.  Elle fait partie de l'aire d'attraction de Toulouse. Ses habitants sont appelés les Clermontois ou  Clermontoises.
Le patrimoine architectural de la commune comprend un immeuble protégé au titre des monuments historiques : le château, inscrit en 1977.

## Géographie

### Localisation
Clermont-Savès est une commune de l'aire d'attraction de Toulouse située en Gascogne dans le Savès, à 6 km à l'ouest de L'Isle-Jourdain.

### Communes limitrophes
Clermont-Savès est limitrophe de quatre autres communes.
| Razengues       | Beaupuy        |                 |
|                 | Clermont-Savès | L'Isle-Jourdain |
| Monferran-Savès |                |                 |

### Géologie et relief
La superficie de la commune est de 510 hectares ; son altitude varie de 154  à   216 mètres.
Clermont-Savès se situe en zone de sismicité 1 (sismicité très faible).

### Hydrographie

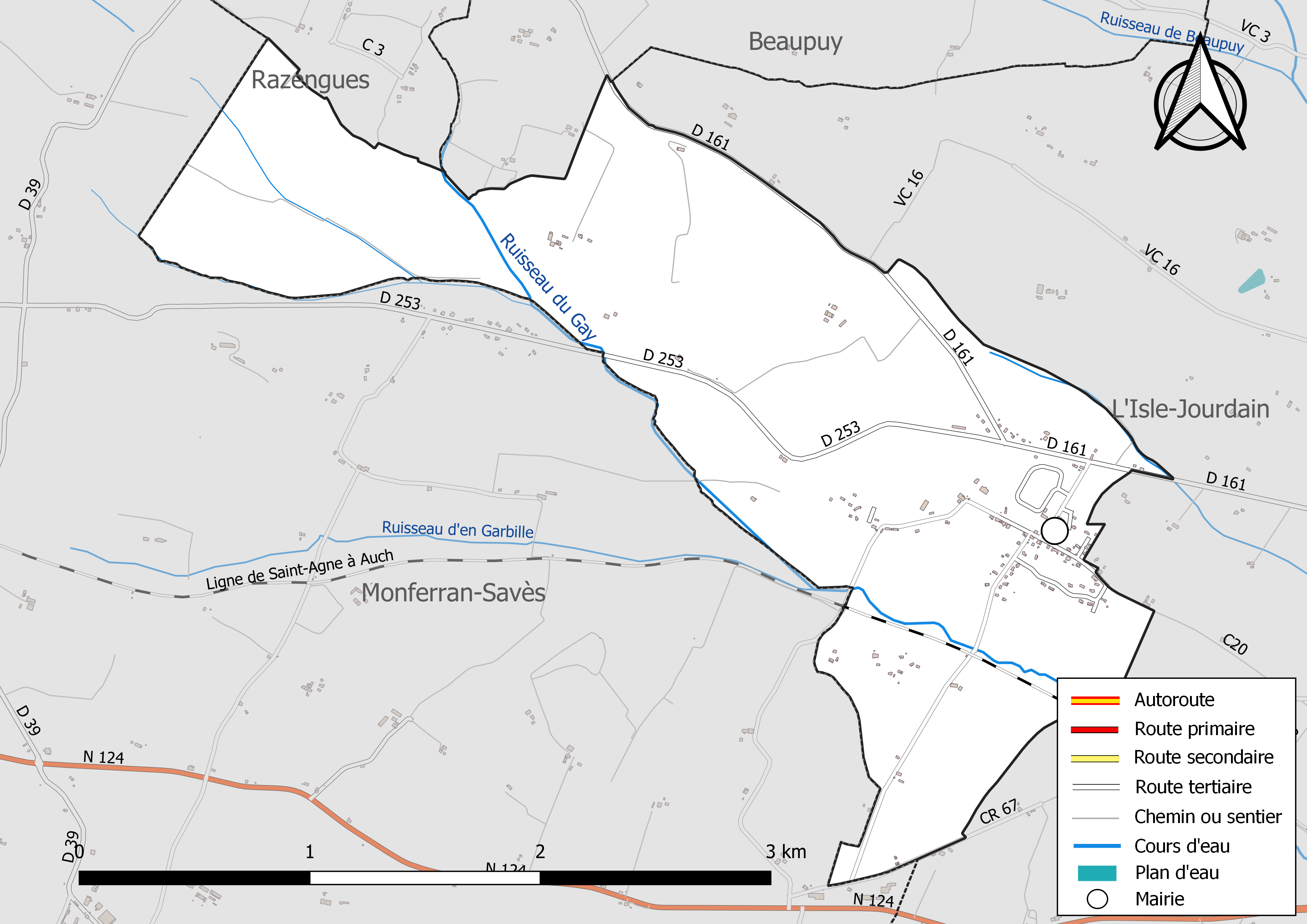
Réseaux hydrographique et routier de Clermont-Savès.

La commune est dans le bassin de la Garonne, au sein du bassin hydrographique Adour-Garonne. Elle est drainée par le ruisseau du Gay et par un petit cours d'eau, qui constituent un réseau hydrographique de 3 km de longueur totale,.

### Climat
Pour des articles plus généraux, voir Climat de l'Occitanie et Climat du Gers.
En 2010, le climat de la commune est de type climat du Bassin du Sud-Ouest, selon une étude s'appuyant sur une série de données couvrant la période 1971-2000. En 2020, Météo-France publie une typologie des climats de la France métropolitaine dans laquelle la commune est exposée à un climat océanique altéré et est dans la région climatique Aquitaine, Gascogne, caractérisée par une pluviométrie abondante au printemps, modérée en automne, un faible ensoleillement au printemps, un été chaud (19,5 °C), des vents faibles, des brouillards fréquents en automne et en hiver et des orages fréquents en été (15 à 20 jours).
Pour la période 1971-2000, la température annuelle moyenne est de 13,2 °C, avec une amplitude thermique annuelle de 15,7 °C. Le cumul annuel moyen de précipitations est de 687 mm, avec 9,1 jours de précipitations en janvier et 5,6 jours en juillet. Pour la période 1991-2020, la température moyenne annuelle observée sur la station météorologique la plus proche, située sur la commune de L'Isle-Jourdain à 4 km à vol d'oiseau, est de 13,8 °C et le cumul annuel moyen de précipitations est de 708,9 mm,. Pour l'avenir, les paramètres climatiques de la commune estimés pour 2050 selon différents scénarios d'émission de gaz à effet de serre sont consultables sur un site dédié publié par Météo-France en novembre 2022.

### Milieux naturels et biodiversité
Aucun espace naturel présentant un intérêt patrimonial n'est recensé sur la commune dans l'inventaire national du patrimoine naturel,,.

## Urbanisme

### Typologie
Clermont-Savès est une commune rurale, car elle fait partie des communes peu ou très peu denses, au sens de la grille communale de densité de l'Insee,,,.
Par ailleurs la commune fait partie de l'aire d'attraction de Toulouse, dont elle est une commune de la couronne. Cette aire, qui regroupe 527 communes, est catégorisée dans les aires de 700 000 habitants ou plus (hors Paris),.

### Occupation des sols
L'occupation des sols de la commune, telle qu'elle ressort de la base de données européenne d’occupation biophysique des sols Corine Land Cover (CLC), est marquée par l'importance des territoires agricoles (92,1 % en 2018), en diminution par rapport à 1990 (100 %). La répartition détaillée en 2018 est la suivante : 
terres arables (92,1 %), zones urbanisées (7,9 %). L'évolution de l’occupation des sols de la commune et de ses infrastructures peut être observée sur les différentes représentations cartographiques du territoire : la carte de Cassini (XVIIIe siècle), la carte d'état-major (1820-1866) et les cartes ou photos aériennes de l'IGN pour la période actuelle (1950 à aujourd'hui).

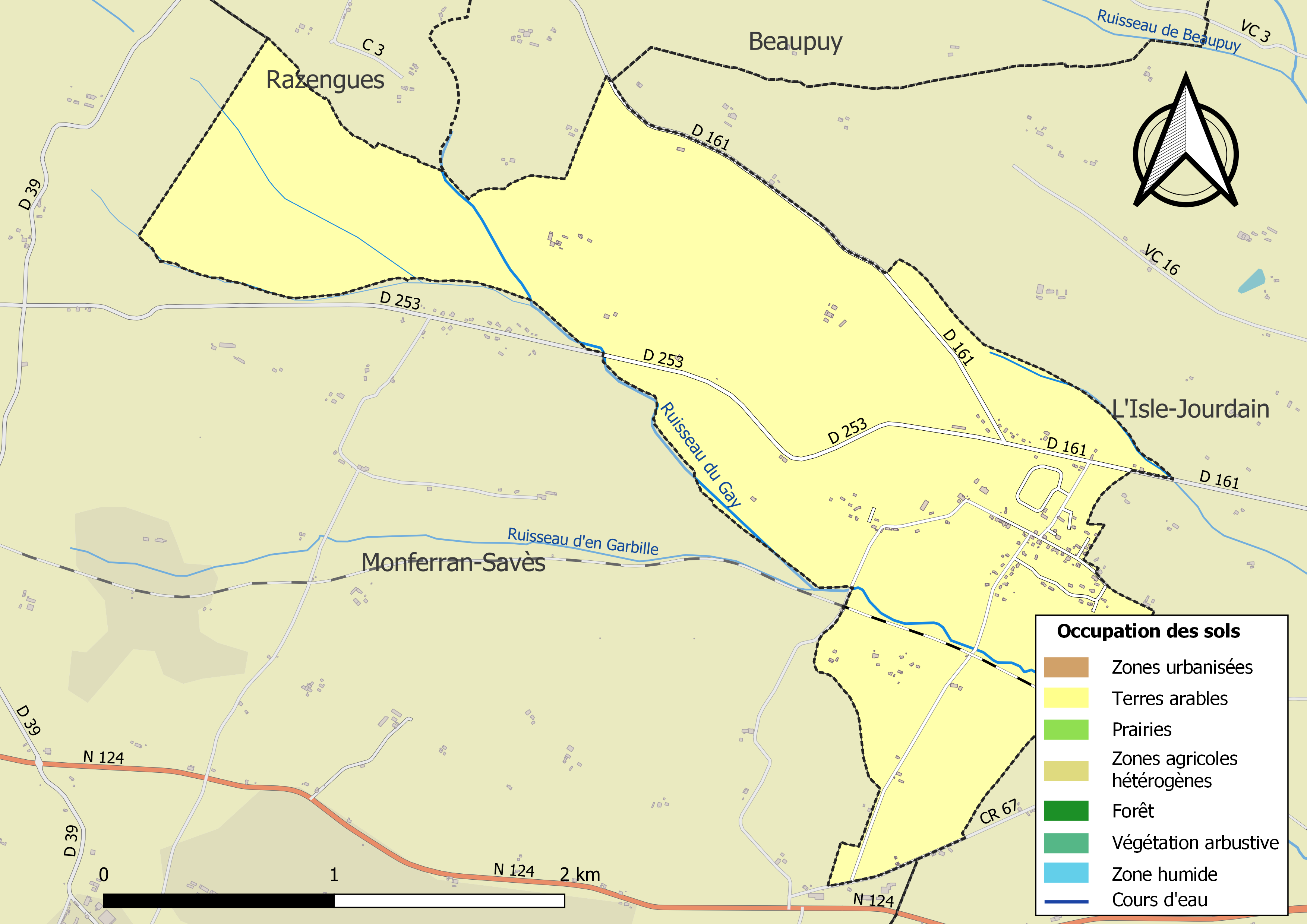
Carte des infrastructures et de l'occupation des sols de la commune en 2018 (CLC).

### Risques majeurs
Le territoire de la commune de Clermont-Savès est vulnérable à différents aléas naturels : météorologiques (tempête, orage, neige, grand froid, canicule ou sécheresse) et séisme (sismicité très faible). Un site publié par le BRGM permet d'évaluer simplement et rapidement les risques d'un bien localisé soit par son adresse soit par le numéro de sa parcelle.

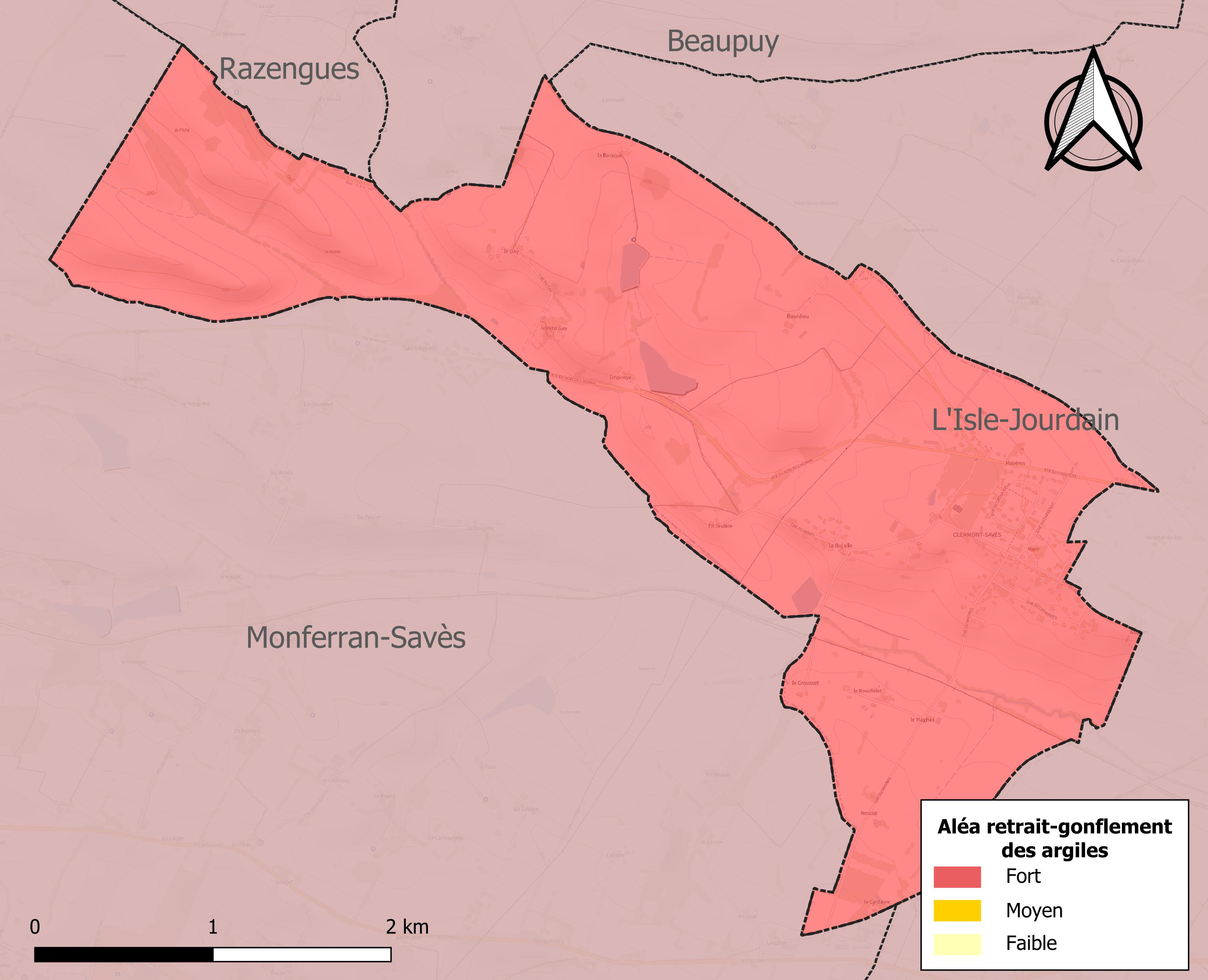
Carte des zones d'aléa retrait-gonflement des sols argileux de Clermont-Savès.

Le retrait-gonflement des sols argileux est susceptible d'engendrer des dommages importants aux bâtiments en cas d’alternance de périodes de sécheresse et de pluie. La totalité de la commune est en aléa moyen ou fort (94,5 % au niveau départemental et 48,5 % au niveau national). Sur les 124 bâtiments dénombrés sur la commune en 2019, 124 sont en aléa moyen ou fort, soit 100 %, à comparer aux 93 % au niveau départemental et 54 % au niveau national. Une cartographie de l'exposition du territoire national au retrait gonflement des sols argileux est disponible sur le site du BRGM,.
Par ailleurs, afin de mieux appréhender le risque d’affaissement de terrain, l'inventaire national des cavités souterraines permet de localiser celles situées sur la commune.
La commune a été reconnue en état de catastrophe naturelle au titre des dommages causés par les inondations et coulées de boue survenues en 1988, 1999 et 2009. Concernant les mouvements de terrains, la commune a été reconnue en état de catastrophe naturelle au titre des dommages causés par la sécheresse en 1989, 1992, 1993, 1998, 2002, 2003, 2011 et 2016 et par des mouvements de terrain en 1999.

## Histoire
Au Moyen âge cette commune faisait partie, avec sept autres, d'un petit territoire appelé Cogotois s'étendant entre L'Isle Jourdain et Samatan. Le Cogotois fut érigé en vicomté en 1342 par lettre patentes de Philippe VI de Valois au profit du baron Bernard de Marestang. En 1791, le dernier vicomte du Cogotois, Henri Thomas de Preissac, marquis de Marestang et duc d'Esclignac et Fimarcon, émigra en Espagne : tous ses biens furent confisqués et le Cogotois fut divisé en 60 lots vendus comme biens nationaux. Le lot comprenant Clermont-Savès possédait un château qui venait juste d'être achevé, accompagné de nombreux lopins de terres cultivables.

## Politique et administration

### Administration municipale
Le nombre d'habitants au recensement de 2011 étant compris entre 100 et 499, le nombre de membres du conseil municipal pour l'élection de 2014 est de 11,.

### Rattachements administratifs et électoraux
Commune faisant partie de la communauté de communes de la Gascogne Toulousaine et du canton de L'Isle-Jourdain et avant le 1er janvier 2017 elle faisait partie de la communauté de communes de la Save Lisloise.

### Liste des maires
| Période   | Période   | Identité              | Étiquette | Qualité                    |
| --------- | --------- | --------------------- | --------- | -------------------------- |
| 1792      | 1797      | Joseph Daran          |           |                            |
| 1797      | 1805      | Jean Baptiste Merle   |           |                            |
| 1805      | 1815      | Antoine Marcet        |           |                            |
| 1815      | 1821      | Joseph Daran          |           |                            |
| 1821      | 1831      | Céraci Daran          |           |                            |
| 1831      | 1831      | Jean Baptiste Marcet  |           |                            |
| 1832      | 1869      | Jean Baptiste Martres |           |                            |
| 1869      | 1870      | Jean Baptiste Lahille |           |                            |
| 1870      | 1871      | Jean Castillon        |           |                            |
| 1871      | 1874      | Alexandre Duffaut     |           |                            |
| 1874      | 1876      | Jean Pierre Lahille   |           |                            |
| 1876      | 1878      | Alexandre Duffaut     |           |                            |
| 1878      | 1888      | Jean Castillon        |           |                            |
| 1888      | 1889      | Joseph Daran          |           |                            |
| 1889      | 1892      | Jean Marie Daran      |           |                            |
| 1892      | 1914      | Jean Castillon        |           |                            |
| 1914      | 1919      | Pierre Lahille        |           |                            |
| 1919      | 1925      | Pierre Aubeges        |           |                            |
| 1925      | 1929      | Alfred Lahille        |           |                            |
| 1929      | 1935      | Louis Laborie         |           |                            |
| 1935      | 1945      | Urbain Serein         |           |                            |
| 1945      | 1965      | Jean Icart            |           |                            |
| 1965      | 1977      | Camille Gissot        |           |                            |
| 1977      | 1995      | Maurice Doutre        |           |                            |
| juin 1995 | mars 2001 | Bernard Freulon       |           | Retraité                   |
| mars 2001 | 2008      | Alain Dalla-Barba     | DVD       |                            |
| 2008      | En cours  | Gaëtan Longo          | DVD       | retraité fonction publique |

## Population et société

### Démographie
L'évolution du nombre d'habitants est connue à travers les recensements de la population effectués dans la commune depuis 1793. Pour les communes de moins de 10 000 habitants, une enquête de recensement portant sur toute la population est réalisée tous les cinq ans, les populations de référence des années intermédiaires étant quant à elles estimées par interpolation ou extrapolation. Pour la commune, le premier recensement exhaustif entrant dans le cadre du nouveau dispositif a été réalisé en 2008.

En 2022, la commune comptait 402 habitants, en évolution de +34,9 % par rapport à 2016 (Gers : +1,04 %, France hors Mayotte : +2,11 %).
| 1793 | 1800 | 1806 | 1821 | 1831 | 1841 | 1846 | 1851 | 1856 |
| ---- | ---- | ---- | ---- | ---- | ---- | ---- | ---- | ---- |
| 198  | 197  | 193  | 262  | 243  | 230  | 245  | 247  | 293  |

| 1861 | 1866 | 1872 | 1876 | 1881 | 1886 | 1891 | 1896 | 1901 |
| ---- | ---- | ---- | ---- | ---- | ---- | ---- | ---- | ---- |
| 270  | 217  | 204  | 197  | 183  | 201  | 194  | 176  | 172  |

| 1906 | 1911 | 1921 | 1926 | 1931 | 1936 | 1946 | 1954 | 1962 |
| ---- | ---- | ---- | ---- | ---- | ---- | ---- | ---- | ---- |
| 192  | 172  | 155  | 150  | 154  | 138  | 124  | 110  | 99   |

| 1968 | 1975 | 1982 | 1990 | 1999 | 2006 | 2008 | 2013 | 2018 |
| ---- | ---- | ---- | ---- | ---- | ---- | ---- | ---- | ---- |
| 84   | 100  | 109  | 137  | 164  | 223  | 240  | 257  | 354  |

| 2022 | - | - | - | - | - | - | - | - |
| ---- | - | - | - | - | - | - | - | - |
| 402  | - | - | - | - | - | - | - | - |

| selon la population municipale des années : | 1968 | 1975 | 1982 | 1990 | 1999 | 2006 | 2009 | 2013 |
| Rang de la commune dans le département      | 416  | 412  | 268  | 254  | 233  | 169  | 153  | 150  |
| Nombre de communes du département           | 466  | 462  | 462  | 462  | 463  | 463  | 463  | 463  |

### Enseignement
Clermont-Savès fait partie de l'académie de Toulouse.

## Économie

### Revenus
En 2018  (données Insee publiées en septembre 2021), la commune compte 135 ménages fiscaux, regroupant 397 personnes. La médiane du revenu disponible par unité de consommation est de 25 870 € (20 820 € dans le département).

### Emploi
|                | 2008  | 2013  | 2018  |
| -------------- | ----- | ----- | ----- |
| Commune        | 7,5 % | 6,1 % | 2,6 % |
| Département    | 6,1 % | 7,5 % | 8,2 % |
| France entière | 8,3 % | 10 %  | 10 %  |

En 2018, la population âgée de 15 à 64 ans s'élève à 232 personnes, parmi lesquelles on compte 83,2 % d'actifs (80,6 % ayant un emploi et 2,6 % de chômeurs) et 16,8 % d'inactifs,. En  2018, le taux de chômage communal (au sens du recensement) des 15-64 ans est inférieur à celui de la France et département, alors qu'en 2008 il était supérieur à celui du département et inférieur à celui de la France.
La commune fait partie de la couronne de l'aire d'attraction de Toulouse, du fait qu'au moins 15 % des actifs travaillent dans le pôle,. Elle compte 29 emplois en 2018, contre 22 en 2013 et 19 en 2008. Le nombre d'actifs ayant un emploi résidant dans la commune est de 191, soit un indicateur de concentration d'emploi de 15,2 % et un taux d'activité parmi les 15 ans ou plus de 73,8 %.
Sur ces 191 actifs de 15 ans ou plus ayant un emploi, 17 travaillent dans la commune, soit 9 % des habitants. Pour se rendre au travail, 91,1 % des habitants utilisent un véhicule personnel ou de fonction à quatre roues, 2,1 % les transports en commun, 1 % s'y rendent en deux-roues, à vélo ou à pied et 5,8 % n'ont pas besoin de transport (travail au domicile).

### Activités hors agriculture
19 établissements sont implantés  à Clermont-Savès au 31 décembre 2019.
Le secteur du commerce de gros et de détail, des transports, de l'hébergement et de la restauration est prépondérant sur la commune puisqu'il représente 42,1 % du nombre total d'établissements de la commune (8 sur les 19 entreprises implantées  à Clermont-Savès), contre 27,7 % au niveau départemental.

### Agriculture
|               | 1988 | 2000 | 2010 | 2020 |
| ------------- | ---- | ---- | ---- | ---- |
| Exploitations | 12   | 8    | 5    | 5    |
| SAU (ha)      | 366  | 359  | 288  | 406  |

La commune est dans les « Coteaux du Gers », une petite région agricole occupant l'est du département du Gers. En 2020, l'orientation technico-économique de l'agriculture  sur la commune est la culture de céréales et/ou d'oléoprotéagineuses. Cinq exploitations agricoles ayant leur siège dans la commune sont dénombrées lors du recensement agricole de 2020 (12 en 1988). La superficie agricole utilisée est de 406 ha,,.

## Sport
Chasse, pétanque,

## Culture locale et patrimoine

### Lieux et monuments
- Château de Clermont-Savès, château inscrit au titre des monuments historiques depuis 1977[37].
- Après rénovation, l'église dédiée à la Nativité de Notre-Dame a été rouverte en 1998[38]. Son architecture avec un clocher mur est typique de la région.

### Personnalités liées à la commune
Louis Boué, ingénieur ICAM sur le site de Nantes, promo 125, copain avec Lilian Lebreton et Clément Régent 

### Héraldique
| Blason | Blasonnement : Tiercé en pairle renversé : au premier d'or au lion de gueules armé et lampassé d'azur tenant une épée du même, au second de gueules à la croix cléchée, vidée, pommetée de douze pièces d'or, au troisième d'azur au mont de trois coupeaux d'argent. |